# Broken By The Scream
Le Broken By The Scream  sono un gruppo musicale metal idol giapponese formatosi nell'ottobre 2016 a Tokyo.
Il loro debutto è avvenuto a gennaio 2017.

## Formazione

### Formazione attuale
- Nozukidaira Io (野月平イオ?) – growl (2017–presente) – Colore membro: Arancione
- Nanaougi Tsubaki (七々扇ツバキ?) – voce (2021–presente) – Colore membro: Verde
- Mikogami Shizuku (御子神シズク?) – voce (2023–presente) – Colore membro: Rosso
- Takayashiki Yayoi (鷹屋敷ヤヨイ?) – scream (2024–presente) – Colore membro: Blu

### Ex componenti
- Mitateda Sumire  (御舘田スミレ?) – scream (2017–2017) – Colore membro: Blu
- Kumanomido Yae (熊埜御堂ヤエ?) – voce (2017–2021) – Colore membro: Rosso
- Yabusame Ayame (流鏑馬アヤメ?) – voce (2017–2023) – Colore membro: Rosa
- Uriin Kagura (雲林院カグラ?) – scream (2017–2023) – Colore membro: Viola

## Discografia

### Album in studio
- 2018: An Alien's Portrait
- 2019: Noisy Night Fever
- 2022: Rise into Chaos

### EPs
- 2017: Screaming Rhapsody
- 2023: Whitewater Park
- 2024: ReMake Them Joy